# مقبره آصف برخیا
مقبره آصف برخیا مربوط به پهلوی اول است و در شهرستان بجستان، روستای مزار واقع شده و این اثر در تاریخ ۱۶ اسفند ۱۳۸۴ با شمارهٔ ثبت ۱۴۶۴۳ به‌عنوان یکی از آثار ملی ایران به ثبت رسیده‌است.